# Núcleo estelar
Um núcleo estelar é a região extremamente quente e densa no centro de uma estrela. Para uma estrela comum na sequência principal, a região central é o volume onde as condições de temperatura e pressão permitem a produção de energia através da fusão termonuclear de hidrogênio em hélio.  Esta energia, por sua vez, contrabalança a massa da estrela que pressiona para dentro; um processo que automantém as condições de equilíbrio térmico e hidrostático.  A temperatura mínima necessária para fusão de hidrogênio estelar excede 107 K (10 MK), enquanto a densidade no núcleo do Sol é acima de 100 g/cm3.  O núcleo é cercado pelo envelope estelar, que transporta energia do núcleo para a atmosfera estelar, onde é irradiada para o espaço.